# NGC 7790
NGC 7790是仙后座中的一个疏散星团，距離地球約10,800光年。在這個距離上，星團發出的光已經被星際氣體和塵埃消光，在UBV光度系統中等於E(B – V ) = 0.51 星等。 NGC 7790的川普勒評級為 II2m，估計年齡為 6000-8000萬年。它包含三個造父變星：仙后座CEa、仙后座CEb和仙后座CF。
NGC 7790位於穿過銀河系的軌道上，其偏心率為0.22±0.07，週期為(225.0±27.1)百萬年。它距離銀心20.2 ± 3.9 kly (6.2 ± 1.2 kpc)，最遠31.6 ± 2.9kly (9.7 ± 0.9 kpc)。到達銀道面上方（或下方）的最大距離為0.78 ± 1.30 kly (0.24 ± 0.40 kpc)。平均每（35.7±13.0）百萬年穿過銀河面一次。